# جان کریسوستوم
جان کریسوستوم معروف به یوحنّای زرّین‌دهان (یونانی: Ἰωάννης ὁ Χρυσόστομος؛ زاده ۰۳۴۷ درگذشته ۱۴ سپتامبر ۰۴۰۷) اسقف و الهی‌دان و بطریق قسطنطنیه بود که کلیساهای کاتولیک و ارتدکس و ارتدکس مشرقی او را قدیس گرفته‌اند، و یکی از ۳۷ آموزگار کلیساست.
بلاغت و استعدادش در موعظه او را ملقب به کریسوستوموس کرد که به‌معنای «زرین دهان» است. شور و شوق و نیرویش چنان بود که به مخالفتش برخاستند و دو بار تبعیدش کردند، و در یکی از نقل‌مکان‌هایش درگذشت.
علی‌اکبر دهخدا در لغت‌نامه‌اش او را یوحنای ذهبی فم نامیده و نوشته: «او را فصاحتی به کمال بود. امپراتریس ادوکسی او را بکشت. یادکرد و ذکران وی به ۲۷ ژانویه است و از او خطابه‌ها و مجلس‌هایی در غایت بلاغت برجاست.»